# Dar"ja Mošyns'ka
Dar'ja Ruslanivna Mošyns'ka (in ucraino Дар'я Русланівна Мошинська?; 31 ottobre 2007) è una nuotatrice artistica ucraina.

## Palmarès
- Mondiali

Budapest 2022: oro nel team highlights e nel team combined
Fukuoka 2023: bronzo nella gara a squadre (programma libero).
Doha 2024: argento nella gara a squadre acrobatico.
- Europei

Funchal 2025: argento nella gara a squadre (programma tecnico) e nella gara a squadre (programma acrobatico)
- Giochi europei

Cracovia 2023: argento nel programma libero combinato
- Mondiali giovanili:

Lima 2024: oro nel duo programma libero e argento nel duo programma tecnico.

### Coppa del Mondo
- 7 podi:
  - 4 vittorie (4 nella gara a squadre)
  - 3 secondi posti (1 nella gara a squadre, 1 nel solo e 1 nel duo)

#### Coppa del mondo - vittorie
| Data           | Luogo       | Paese   | Disciplina      |
| -------------- | ----------- | ------- | --------------- |
| 19 marzo 2023  | Markham     | Canada  | Team acrobatico |
| 7 maggio 2023  | Montpellier | Francia | Team acrobatico |
| 4 giugno 2023  | Oviedo      | Spagna  | Team acrobatico |
| 13 aprile 2025 | Soma Bay    | Egitto  | Team acrobatico |